# Metallcarbonylhydride

Cobaltcarbonylhydrid

Metallcarbonylhydride sind Komplexverbindungen von Übergangsmetallen mit Kohlenstoffmonoxid und Wasserstoff als Liganden. Die Verbindungen finden Verwendung in der organischen Synthese und als Katalysatoren in der homogenen Katalyse, etwa bei der Hydroformylierung.

## Darstellung
Die erste Darstellung eines Metallcarbonylhydrids gelang Walter Hieber im Jahr 1931 bei der Untersuchung der sogenannten Hieberschen Basenreaktion der Metallcarbonyle. Dabei reagiert ein Hydroxid-Ion mit Metallcarbonylen wie Eisenpentacarbonyl unter nukleophilem Angriff am Carbonyl-Kohlenstoffatom unter Freisetzung von Kohlenstoffdioxid und Bildung von Metallcarbonylaten. In einem weiteren Schritt lässt sich Eisencarbonylhydrid, ein sehr temperatur- und luftempfindliches Komplexhydrid synthetisieren. Die Darstellung von Cobaltcarbonylhydrid (HCo(CO)4) gelingt in gleicher Weise.
{\displaystyle {\ce {Fe(CO)5{}+NaOH->Na[Fe(CO)4COOH]->[{\text{+ NaOH}}]Na[HFe(CO)4]{}+NaHCO3}}}
{\displaystyle {\ce {Na[HFe(CO)4] + H+ -> H2[Fe(CO)4] + Na+}}}
Ein weiterer Syntheseweg ist die Umsetzung von Metallcarbonylen mit Wasserstoff. Die Protonierung von Metallcarbonylaten führt ebenfalls zum Metallcarbonylhydrid.

## Eigenschaften
| Metallcarbonylhydrid | pKs            |
| -------------------- | -------------- |
| HCo(CO)4             | „starke Säure“ |
| HCo(CO)3(P(OPh)3)    | 5.0            |
| HCo(CO)3(PPh3)       | 7.0            |
| HMn(CO)5             | 7.1            |
| H2Fe(CO)4            | 4.4, 14        |
| [HCo(dmgH)2PBu3]     | 10.5           |

Das Wasserstoffatom ist in Metallcarbonylhydriden direkt an das Metall gebunden. Für Cobaltcarbonylhydrid beträgt beispielsweise der Metall-Wasserstoff-Abstand 114 pm, der Metall-Kohlenstoff-Abstand für den axialen CO-Liganden 176 pm und für die äquatorialen CO-Liganden 182 pm. Die neutralen Metallcarbonylhydride sind oft flüchtig und reagieren in wässriger Lösung sauer.

## Verwendung
Metallcarbonylhydride werden als Katalysatoren für die Hydroformylierung eingesetzt. Die Reaktion beginnt mit der Erzeugung eines koordinativ ungesättigten Metallcarbonylhydrid-Komplexes wie HCo(CO)3 oder HRh(CO)(PPh3)2 durch Abspaltung eines Kohlenstoffmonoxidliganden. Solche Spezies binden Alkene zunächst durch π-Bindung. Durch Insertion in die Metall-Wasserstoffbindung entsteht ein Alkylkomplex. In die Metall-Kohlenstoff-Bindung des Alkylrestes kann Kohlenstoffmonoxid insertieren. Durch oxidative Addition von Wasserstoff und die nachfolgende Eliminierung des Aldehyds aus dem Komplex entsteht wieder der Ausgangsmetallcarbonylhydridkomplex.

## Analytische Charakterisierung
Es war lange unsicher, ob die Metallcarbonylhydride eine direkte Metall-Wasserstoffbindung aufweisen, obwohl dies schon von Hieber vermutet wurde. Durch Röntgenbeugung konnte die genaue Struktur nicht identifiziert werden, vor allem die Länge einer möglichen Metall-Wasserstoff-Bindung blieb unklar. Die genaue Struktur der Metallcarbonylhydride ist vor allem mittels Neutronenbeugung und Kernspinresonanzspektroskopie ermittelt worden.